# Csörsz
A Csörsz bizonytalan eredetű régi magyar személynévből lett férfinév. A jelentése valószínűleg: fekete (ökör, marha).

## Gyakorisága
Az 1990-es években szórványos név, a 2000-es években nem szerepel a 100 leggyakoribb férfinév között.

## Névnapok
- január 31.[2]
- május 10.[2]

## Híres Csörszök
- Khell Csörsz vizuális tervező

## Egyéb Csörszök
- Csörsz árka